# أحادي اللون (نبات)
أحادي اللون (الاسم العلمي: Haplochorema)، جنس نباتات صغير من فصيلة الزنجبيلية. أنواعه المعروفة ستة، جميعها متوطنه في جزر بورنيو وسومطرة في جنوب شرق آسيا.
- Haplochorema decus-sylvae (Hallier f.) Valeton – بورنيو
- Haplochorema extensum K.Schum. – سراوق
- Haplochorema latilabrum (Valeton) S.Sakai & Nagam. – بورنيو
- Haplochorema magnum R.M.Sm. – سراوق
- Haplochorema pauciflorum R.M.Sm. – سراوق
- Haplochorema sumatranum Burkill – سومطرة